# Atomic Hero 2
Atomic Hero 2, auch in der Schreibweise Atomic Hero II, ist ein Low-Budget-Horrorfilm von Regisseur Lloyd Kaufman aus dem Jahr 1989. Es handelt sich um eine Fortsetzung zu Atomic Hero aus dem Jahr 1984 und um den insgesamt zweiten Teil der Atomic Hero-Filmreihe.

## Inhalt
Dank Toxie herrscht in Tromaville wieder Frieden. Seine blinde Freundin Claire verschafft ihm einen Job in einem Blindenzentrum. Jedoch wird Toxie dort entlassen und er beschließt, sich auf die Suche nach seinem Vater zu machen. Er findet heraus, dass sein Vater in Japan ist. Während es ihm gelingt, seine Spur zu finden, wird Tromaville von der Firma Apocalypse Inc. übernommen.

## Produktion und Veröffentlichung
Atomic Hero II wurde in Tokio, New York City und New Jersey gedreht. Regie führte Lloyd Kaufman und Michael Herz, die ebenfalls die Drehbücher schrieben. Die Produzenten waren Lloyd Kaufman und Michael Herz. Die Musik komponierte Christopher De Marco und für die Kameraführung war James London verantwortlich. Für den Schnitt verantwortlich war Michael Schweitzer. Am 24. Februar 1989 kam der Film in den Kinos. Eine Neuprüfung durch die FSK ergab im Februar 2021 eine Freigabe ab 18 Jahren für die ungekürzte Fassung.

## Synchronisation
| Figur                           | Schauspieler   | Deutscher Synchronsprecher |
| ------------------------------- | -------------- | -------------------------- |
| Melvin Ferd / The Toxic Avenger | Ron Fazio      | Ekkehardt Belle            |
| Apocalypse Inc. Chairman        | Rick Collins   | Christian Tramitz          |
| Sumo Trainer                    | -              | Michael Habeck             |
| Big Mac Bunko                   | Rikiya Yasouka | Willi Röbke                |
| Big Mac Junko                   | Jack Cooper    | Walter Reichelt            |
| Taxifahrer                      | Felix Cortes   | Leon Rainer                |
| Claire                          | Phoebe Legere  | -                          |

## Rezeption
- Lexikon des internationalen Films: „Fortsetzung des in allen Belangen geschmacklosen Films von 1985, mit viel Brutalität und fragwürdigem Witz inszeniert.“[6]
- Auf Rotten Tomatoes hat der Film eine Bewertung von 0 %.[7]